# Chiesa di Nostra Signora del Rosario (Doha)
La chiesa di Nostra Signora del Rosario (in arabo كنيسة سيدة الوردية) di Doha è stata la prima chiesa costruita in Qatar, è costata 15 milioni di dollari e può contenere oltre 2.000 persone.
Il progetto è degli architetti italiani Rocco Magnoli e Lorenzo Carmellini dello Studio Spatium di Milano, mentre le pitture murali sono opera del pittore milanese Valentino Vago e gli arredi interni sono opera della Caloi Industria di Susegana (TV).
La chiesa è stata costruita in un terreno donato dall'emiro Hamad bin Khalifa Al Thani. È stata consacrata il 15 marzo 2008 dal cardinale Ivan Dias; alla cerimonia d'inaugurazione, il giorno precedente, erano presenti il primo ministro del Qatar Abdullah Bin Hamad Al-Attiyah, il nunzio apostolico Paul-Mounged El-Hachem, l'ambasciatore della Santa Sede nel Golfo Paul Hinder, il vicario apostolico di Arabia Giuseppe Andrea.
Dipende dal vicariato apostolico dell'Arabia settentrionale con sede in Bahrein.
Per rispettare le tradizioni islamiche, la chiesa non ha all'esterno simboli religiosi né campane.

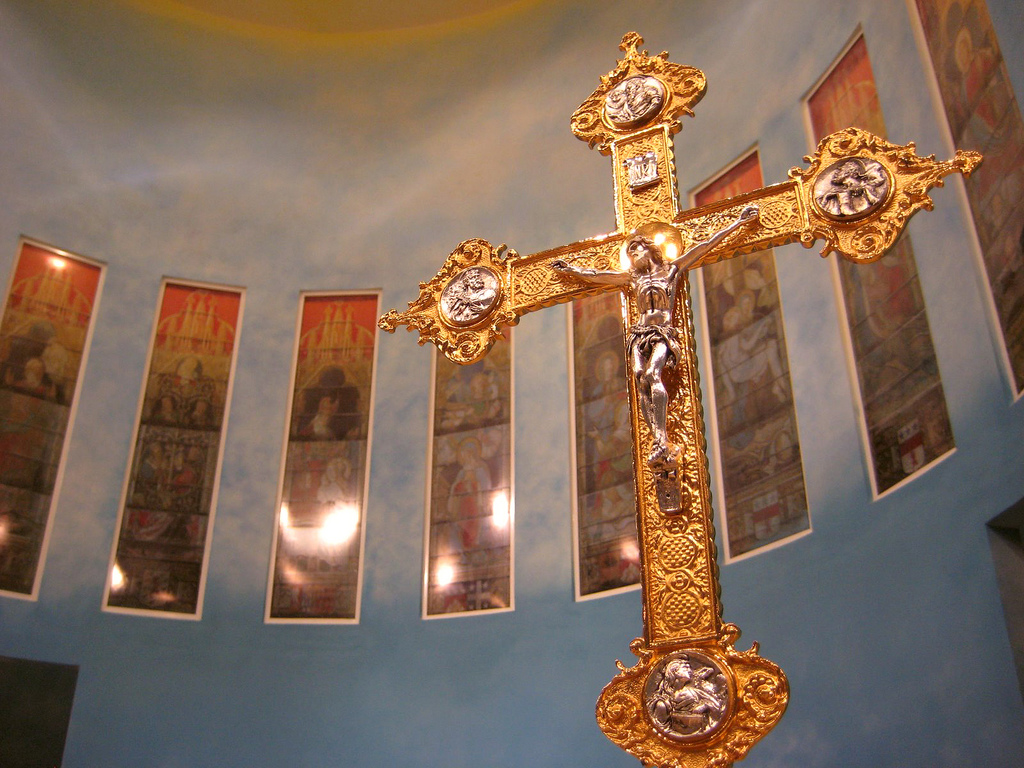
Crocifisso all'interno della chiesa di Nostra Signora del Rosario a Doha